# Kristina Kots-Gotlib
 (mai 2020).
Si vous disposez d'ouvrages ou d'articles de référence ou si vous connaissez des sites web de qualité traitant du thème abordé ici, merci de compléter l'article en donnant les références utiles à sa vérifiabilité et en les liant à la section « Notes et références ».
Kristina Kots-Gotlib de son vrai nom Kristina Valerevna Kots-Gotlib (en russe: Кристина Валерьевна Коц-Готлиб) est un mannequin ukrainien qui a également été membre du groupe russo-ukrainien VIA Gra en 2006

## Biographie

### Carrière
Kristina a été élue "Miss DonGUET-2002», catégorie «Vice-Miss DonGUET"[réf. nécessaire].
Elle a été élue "Miss Donetsk-2003".
Elle a été soliste du groupe VIA Gra en 2006. En avril, elle quitte le groupe.
Elle a remporté le titre du concours "Miss Ukraine-Univers 2009, ce qui lui a donné le droit de représenter l'Ukraine en 2009 à la concurrence mondiale "Miss Univers".

## Discographie
Kristina a enregistré un seul single lors de ces trois mois dans le groupe VIA Gra :
- 2006: Obmani, No Ostansya